# Prefeito de Londres
O Prefeito da Grande Londres é um político eleito, que, juntamente com a Assembleia de Londres, de 25 membros, é responsável pela administração estratégica da Grande Londres. Desde 9 de Maio de 2016, o trabalhista Sadiq Khan detém o cargo. O primeiro titular do posto foi Ken Livingstone a partir da criação do cargo, em 4 de Maio de 2000. O cargo foi o primeiro eleito diretamente no Reino Unido.